# Митрович, Александар (футболист)
Алекса́ндар Ми́трович (серб. Александар Митровић; 16 сентября 1994, Смедерево) — сербский футболист, нападающий саудовского клуба «Аль-Хиляль» и национальной сборной Сербии. Участник двух чемпионатов мира (2018 и 2022) и чемпионата Европы 2024.
Воспитанник «Партизана», он стал профессиональным игроком после аренды в «Телеоптик» и в свой первый сезон стал постоянным игроком команды, выигравшей сербскую Суперлигу. В возрасте 18 лет Митрович был включён в число 10 лучших талантов Европы в возрасте до 19 лет по версии журналистов УЕФА. Затем он перешёл в «Андерлехт» за рекордную для клуба сумму в 5 миллионов евро и забил 44 гола в 90 матчах во всех турнирах за два сезона. В своей первой кампании в клубе он выиграл чемпионат, а во второй стал лучшим бомбардиром лиги. В 2015 году он перешёл в «Ньюкасл Юнайтед» за 13 миллионов фунтов стерлингов. В 2018 году он был отдан в аренду «Фулхэму», а затем перешёл в него на постоянной основе после того, как помог команде выйти в Премьер-лигу.
Митрович помог Сербии выиграть чемпионат Европы среди юношей до 19 лет в 2013 году и был признан лучшим игроком турнира. В том же году он сыграл свой первый матч за основную сборную и с тех пор сыграл более 70 матчей, представляя Сербию на чемпионатах мира 2018 и 2022 годов. Является лучшим бомбардиром в истории сборной Сербии.

## Ранние годы
Родился в Смедерево, Митрович приехал в «Партизан» и прошел молодёжную систему клуба. Перед тем, как попасть в первую команду, он дебютировал во взрослой команде с их дочерней командой «Телеоптик» в сезоне 2011/12, забив семь голов в 25 матчах лиги.

## Клубная карьера

### «Партизан»
27 июня 2012 года Митрович подписал свой первый профессиональный контракт с «Партизаном» на четыре года. Он дебютировал за клуб в отборочном матче Лиги чемпионов против мальтийской команды «Валлетта», забив гол через девять минут после выхода на замену. 23 августа Митрович забил головой в ворота «Тромсё» в раунде плей-офф Лиги Европы. Три дня спустя он забил свой первый гол в чемпионате в домашнем матче против «Ягодины». 17 ноября забил первый гол в своём первом в жизни «Вечном дерби», которое «Партизан» в итоге проиграл со счётом 2:3. Пять дней спустя он также забил в гостевой ничьей с азербайджанским «Нефтчи» (1:1) в рамках группового этапа Лиги Европы. К концу своего дебютного сезона Митрович стал лучшим бомбардиром «Партизана» во всех турнирах с 15 голами в 36 матчах, несмотря на то, что он был одним из самых молодых игроков команды. Благодаря своим выступлениям он заслужил место в команде сезона по версии Jelen SuperLiga. Кроме того, сербский спортивный портал Mozzart Sport назвал Митровича третьим из 25 лучших игроков национальной лиги в том сезоне.

### «Андерлехт»

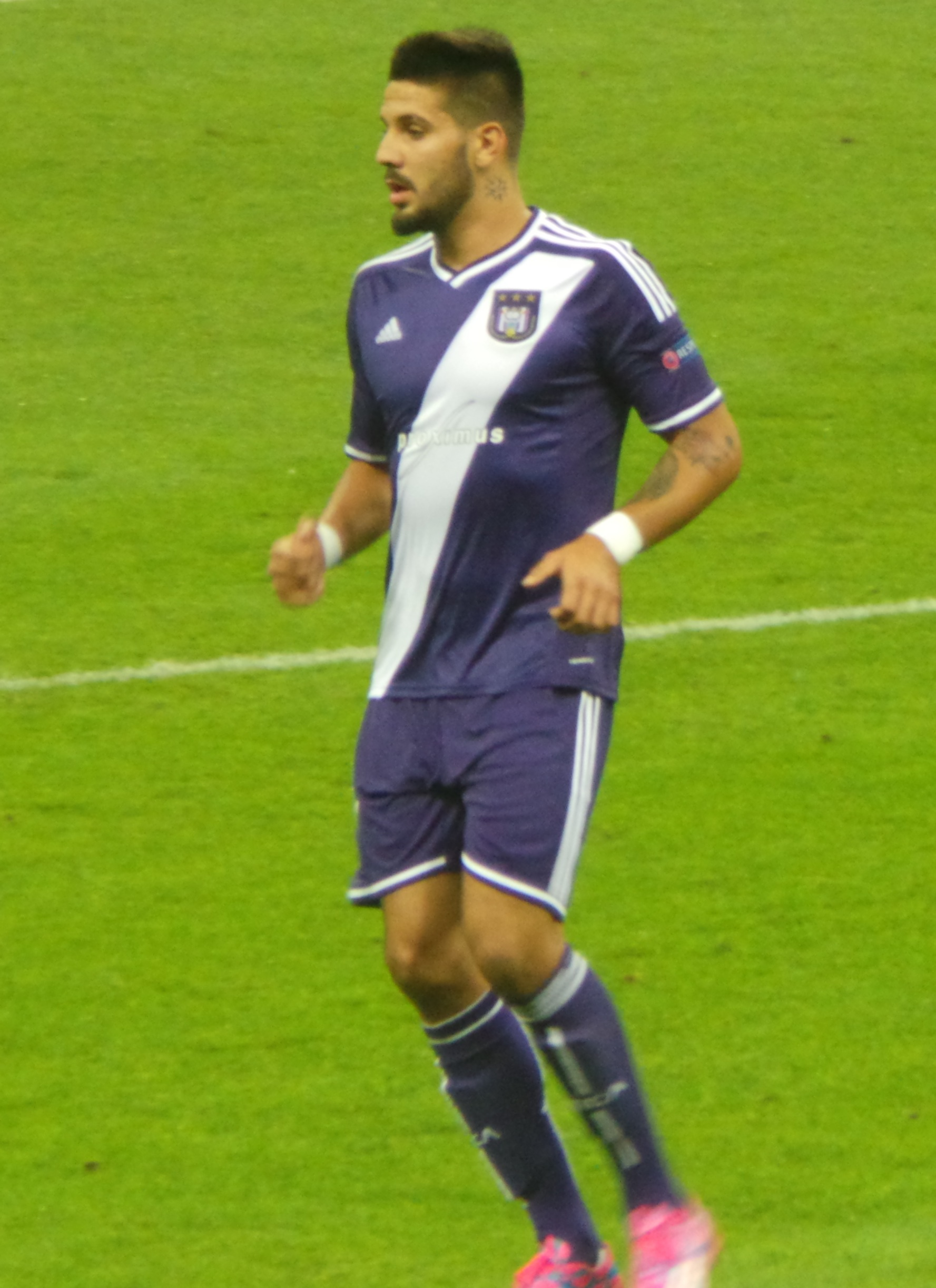
Митрович в составе «Андерлехта» в 2014 году

12 августа 2013 года, после долгих спекуляций, было объявлено о продаже Митровича в «Андерлехт» и о том, что он присоединится к бельгийскому клубу 30 августа по просьбе самого игрока и его семьи. Сумма трансфера составила 5 миллионов евро, что является рекордной суммой для «пурпурно-белых». 1 сентября, выйдя на замену в начале второго тайма в матче лиги против «Зюлте-Варегема», серб сделал две передачи в своём дебютном матче за клуб.
10 декабря 2013 года в последнем туре группы С Лиги чемпионов против «Олимпиакоса» Митрович заменил удаленного вратаря Сильвио Прото, но не смог спасти пенальти от Алехандро Домингеса. Митрович завершил свой дебютный сезон в Бельгии с 16 голами в составе «Андерлехта», выиграв свой 33-й чемпионский титул.
Митрович начал сезон 2014/15, забив гол в матче за Суперкубок Бельгии против «Локерена» (2:1). 5 ноября 2014 года в матче группы D Лиги чемпионов против «Арсенала» он сравнял счёт на 90-й минуте, завершив камбэк «Андерлехта» с 0:3 на 3:3. В целом, он забил 20 голов в Лиге Про, став лучшим бомбардиром турнира, и 28 голов во всех турнирах. 22 марта 2015 года он забил единственный гол команды в финале Кубка Бельгии, проигранном клубу «Брюгге» в Брюсселе со счётом 1:2.

### «Ньюкасл Юнайтед»
21 июля 2015 года Митрович перешёл в «Ньюкасл Юнайтед» по пятилетнему контракту за 13 миллионов фунтов стерлингов, заявив, что надеется играть, как легенда клуба Алан Ширер. Он дебютировал 9 августа, когда «Ньюкасл» начал сезон с ничьей с «Саутгемптоном» (2:2) на «Сент-Джеймс Парк», сыграв последние 15 минут вместо Паписса Сиссе. Он был удалён с поля через 22 секунды после дебюта за фол на Мэтте Таргетте. Двадцать дней спустя он был удалён с поля на 15-й минуте домашнего поражения от «Арсенала» (0:1) за фол на Франсисе Коклене. 3 октября Митрович забил свой первый гол за «Ньюкасл» в матче с «Манчестер Сити» (1:6), открыв счёт в матче.

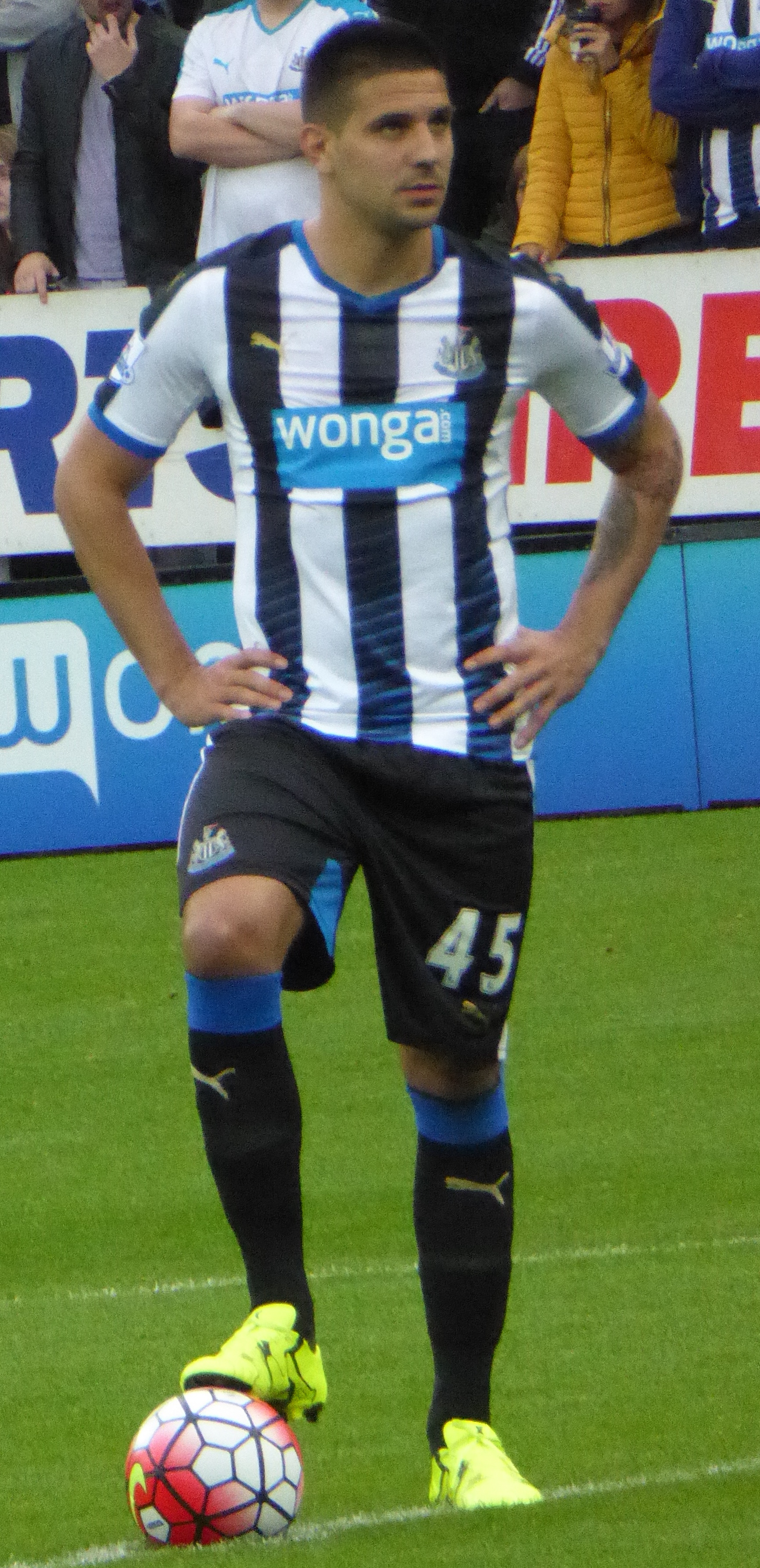
Митрович в составе «Ньюкасл Юнайтед» в 2015 году

20 марта 2016 года он сравнял счёт в матче с «Сандерлендом» (1:1) в Тайн-Уирском дерби. Митрович был удалён за то, что снял футболку во время празднования, а болельщик, который выбежал на поле, чтобы отпраздновать вместе с ним, получил запрет на участие в матче. 2 апреля Митрович забил два гола, один с пенальти, в поражении от «Норвич Сити» (2:3). В последний день сезона, когда «Ньюкасл Юнайтед» уже выбыл, серб забил второй гол в победе над занимающим третье место «Тоттенхэм Хотспур» (5:1), но при этом был удалён за снос Кайла Уокера. Он стал шестым игроком в истории Премьер-лиги, который забил гол, ассистировал и был удалён в одном и том же матче.
23 августа после дисквалификации на первые четыре матча сезона в качестве наказания за красную карточку, Митрович дебютировал в сезоне в Кубке лиги против «Челтнем Таун», но был вынужден покинуть поле с травмой головы в первом тайме. В результате Митровичу пришлось ждать до 13 сентября, чтобы дебютировать в Чемпионшипе, забив свой первый гол в сезоне 2016/17 в ворота «Куинз Парк Рейнджерс», пятый гол в победе со счётом 6:0. 25 октября он отметился дублем и ассистом в победе над «Престон Норт Энд» со счётом 6:0, благодаря чему «сороки» вышли в четвертьфинал Кубка лиги. В те выходные Митрович впервые вышел на поле в чемпионате после матча в «Дипдейле», и против той же команды он снова отметился дублем в победе со счётом 2:1. Несмотря на потерю игрового времени из-за летнего подписания Дуайта Гейла, Митрович сохранял позитивный настрой, говоря: «Возможно, в прошлом сезоне я играл больше, но мы в хорошей форме», поскольку 18 октября «Ньюкасл» поднялся на вершину турнирной таблицы.
7 января 2017 года Митрович начал матч третьего раунда Кубка Англии против «Бирмингем Сити», но получил травму в преддверии первого гола, который забил Дэрил Мерфи. 11 февраля забил единственный гол в победе над «Вулверхэмптон Уондерерс». Однако он был заменён в перерыве в качестве меры предосторожности, так как ранее в матче он был удалён и мог быть удалён за споры с Карлом Икеме. 30 августа он был отстранён на три матча после того, как удар локтем в голову игрока «Вест Хэма» Мануэля Лансини попал в поле зрения телекамер. 21 октября Митрович вернулся в состав команды на матч с «Кристал Пэлас» (1:0), так как два предыдущих матча он провел в меньшинстве после дисквалификации. Он вышел на замену вместо Хоселу на 78-й минуте, что было описано как «всё ещё удивительное приветствие героев», но его первое касание едва не позволило Рубену Лофтусу-Чику из «Пэлас» выйти вперед. В середине декабря Митрович выбыл из строя из-за травмы спины, которая вывела его из строя до конца месяца и в январе следующего года. В конце декабря Митрович заявил в сербской спортивной газете «Журнал», что рассчитывает покинуть клуб в январское трансферное окно, «чтобы найти лучшее решение для своей карьеры».

#### Аренда в «Фулхэм»
1 февраля 2018 года Митрович перешёл в клуб Чемпионшипа «Фулхэм» на правах аренды до конца сезона. В преддверии дня дедлайна игрок был готов перейти в «Бордо», а затем в бывший клуб «Андерлехт», но оба предложения сорвались, и после обсуждения в Snapchat с их тренером, сербом Славишей Йокановичем, он решил перейти в «Фулхэм». 3 февраля Митрович дебютировал за западно-лондонский клуб в победе над «Ноттингем Форест» (2:0) и почти забил гол, но его удар головой был отбит Джо Ворраллом. 21 февраля серб забил свой первый гол за клуб в ничьей с «Бристоль Сити» (1:1), положив начало периоду своей формы, когда он забил шесть голов в четырёх матчах. В шести матчах, сыгранных «Фулхэмом» в апреле, Митрович забил пять раз, включая победные голы в матчах против «Шеффилд Уэнсдей» и «Сандерленда». Благодаря своей отличной форме в марте и апреле он дважды становился лучшим игроком месяца чемпионата.
Митрович закончил сезон с двенадцатью голами, на четыре отставая от лучшего бомбардира Райана Сессеньона, но «Фулхэм» упустил автоматическое повышение в классе в последний день, проиграв «Бирмингем Сити» (3:1); это было их первое поражение в лиге в этом календарном году. Гол в ворота «Сандерленда» оказался последним для него в клубе за время его аренды, так как он не забил в плей-офф, но он вышел в старте в финале плей-офф, в котором «Фулхэм» победил «Астон Виллу» (1:0).

### «Фулхэм»
30 июля Митрович подписал контракт с «Фулхэмом» на постоянной основе за первоначальную сумму в 22 миллиона фунтов стерлингов, которая потенциально может вырасти до 27 миллионов фунтов стерлингов. Он подписал пятилетний контракт до июня 2023 года. 18 августа он сравнял счёт в матче с «Тоттенхэм Хотспур», который в итоге закончился со счётом 3:1, изобретательным ударом головой с низкого кросса Сессеньона. Митрович забил три гола в следующих двух матчах «Фулхэма» против «Бернли» и «Брайтон энд Хоув Альбион», хотя в последнем матче именно его игра рукой привела к пенальти, который реализовал Гленн Мюррей. 24 ноября в первом матче Клаудио Раньери Митрович забил дубль в победе над «Саутгемптоном» (3:2), завершив серию из шести матчей без голов. 29 декабря в матче против «Хаддерсфилд Таун» Митрович поспорил с Абубакаром Камарой из-за пенальти; удар Камары отразил Йонас Лёссль. Через восемь минут он забил единственный гол в матче. В то время как Раньери был возмущён решением Камары исполнить пенальти, серб был более снисходителен к французу, ссылаясь на аналогичный инцидент, который произошёл с ним во время игры за «Ньюкасл Юнайтед». В январе 2019 года Камара снова повздорил с Митровичем во время занятия йогой на тренировочной базе клуба, что привело к ряду событий, в результате которых француз покинул клуб на правах аренды. 29 января Митрович забил дубль в матче против «Брайтон энд Хоув Альбион». Второй гол стал для него десятым в сезоне, и тем самым он побил свой предыдущий рекорд — девять голов в Премьер-лиге. Это был также его двадцатый гол в Премьер-лиге, и к тому моменту он забил по пять голов под руководством четырёх последних тренеров — Макларена, Бенитеса, Йокановича и Раньери. Однако он больше не забивал, пока не выиграл и не реализовал пенальти против «Борнмута» 20 апреля, но к тому времени «Фулхэм» уже вылетел из Премьер-лиги.
9 июля он подписал новый пятилетний контракт, продлив его до июня 2024 года. Митрович начал сезон в отличной форме, забив пять голов в шести матчах. В октябре он снова набрал очки, забив шесть голов в пяти матчах, включая хет-трик в игре против «Лутон Таун». Позже он был назван лучшим игроком месяца чемпионата, установив рекорд с бывшим партнёром по команде Дуайтом Гейлом. Он продолжал забивать на протяжении ноября и декабря, но 11 января 2020 года в матче против «Халл Сити» он повредил связки голеностопа и выбыл на две-три недели. 1 февраля он вернулся в матче против «Хаддерсфилд Таун» (3:2) и забил третий гол в домашней победе «Фулхэма». Это положило начало ещё одной голевой серии в течение месяца, кульминацией которой стала победа над «Суонси Сити», несмотря на то, что на 89-й минуте его пенальти отразил Фредди Вудман. Из-за пандемии COVID-19 Митрович не играл за «Фулхэм» до возобновления чемпионата в июне, и был ретроспективно дисквалифицирован на три матча за удар локтем Бена Уайта в матче с «Лидс Юнайтед» (3:0). 10 июля Митрович вернулся в команду, выиграв и реализовав пенальти в победе над «Кардифф Сити» (2:0). 18 июля Митрович забил дважды и ассистировал Бобби Декордове-Риду в победе над «Шеффилд Уэнсдей» (5:3), чтобы сохранить слабые надежды «Фулхэма» на автоматическое повышение в классе. Как и в сезоне 2018/19, клуб пропустил в последний день, сыграв вничью с «Уиган Атлетик» (1:1). Митрович закончил сезон с двадцатью шестью голами, наравне с Олли Уоткинсом из «Брентфорда»; он выиграл физическую версию награды, поскольку забил столько же голов за меньшее количество минут, чем Уоткинс. Он не участвовал в обоих матчах полуфинала плей-офф, но сыграл свою роль в финале плей-офф, ассистировав Джо Брайану во втором голе «Фулхэма» в дополнительное время в матче с «Брентфордом». 3 сентября он был назван болельщиками клуба «Лучшим игроком сезона».
19 сентября 2020 года Митрович забил свой первый гол в сезоне в матче с «Лидсом» (4:3), но затем у него началась голевая засуха, которая продолжалась до апреля 2021 года в матче с «Астон Виллой» (3:1). В октябре предыдущего года у него была возможность реализовать пенальти в матче с «Шеффилд Юнайтед», но его удар пришёлся в перекладину. Позже в том же матче он пропустил пенальти, когда сфолил на Джеке Робинсоне, в результате чего Билли Шарп сравнял счёт. Митрович провёл большую часть сезона в составе и вне состава, пропуская матчи из-за смены тактики (когда его заменяли Иван Кавалейру и Адемола Лукман), различных травм, а также из-за положительного теста на COVID-19.
После возвращения «Фулхэма» в чемпионат Митрович был возвращён в стартовый состав новым тренером Марку Сильвой, а в августе он забил четыре гола в четырёх матчах подряд. В конце месяца он снова продлил свой контракт до лета 2026 года. 29 сентября 2021 года Митрович забил свой первый хет-трик в сезоне в домашней победе над «Суонси Сити» (3:1), причём все три гола пришлись на первую половину игры. Его звёздное начало сезона продолжилось в октябре, когда он забил восемь голов, включая ещё один хет-трик, на этот раз в матче против «Вест Бромвич Альбион», получив за свои старания награду «Игрок месяца». 15 января 2022 года Митрович забил свой третий хет-трик в сезоне в яркой домашней победе над «Бристоль Сити» со счётом 6:2, доведя свой голевой счёт до 27 голов в лиге всего за 24 матча. 12 февраля Митрович забил свой 31-й гол в сезоне, забив единственный гол в победе над «Халл Сити», сравняв рекорд по количеству голов в сезоне чемпионата, установленный Айвеном Тоуни в предыдущем году, когда оставалось сыграть ещё шестнадцать матчей. Стал победителем Чемпионшипа, при чём установив новый рекорд результативности чемпионата, забив 43 гола в 44 матчах.

## Карьера в сборной

### Молодёжные сборные
С четырьмя голами Митрович стал лучшим бомбардиром сборной Сербии до 19 лет в успешной отборочной кампании к юношескому чемпионату Европы 2012 года. 3 июля 2012 года в день открытия финального турнира, он был удалён с поля во время матча против сборной Франции, из-за чего пропустил остаток турнира из-за дисквалификации. 26 марта 2013 года Митрович забил два гола в товарищеском матче сборной Сербии до 21 года против сборной Болгарии до 21 года.
Митрович был вызван тренером сборной Сербии до 19 лет Любинко Друловичем для участия в двух отборочных матчах чемпионата Европы 2013 года среди юношей до 19 лет, которые состоялись после его дебюта в старшей сборной против Бельгии. Митрович также был членом команды, которая отправилась в Литву на финальный турнир, где он зарекомендовал себя как один из ключевых игроков юношеской сборной Сербии, которая впервые в истории сербского футбола выиграла турнир. Он внёс свой вклад, забив гол и отдав две передачи во время турнира (в том числе одну в финальном матче против сборной Франции. Кроме того, Митрович был назван «Золотым игроком» турнира за свои выступления.

### Основная сборная

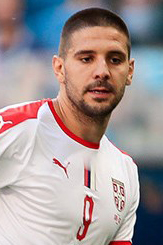
Митрович на чемпионате мира 2018 года в России

Митрович получил первый вызов в национальную сборную Сербии от тренера Синиши Михайловича на отборочный матч чемпионата мира 2014 года против сборной Бельгии. 7 июня 2013 года он сыграл 69 минут в своём дебюте и заработал жёлтую карточку, наступив на ногу Акселю Витселю, после чего был заменён на Марко Шчеповича. 6 сентября Митрович забил свой первый гол за основную команду в домашней ничьей с Хорватией (1:1) в другом отборочном матче чемпионата мира. Два года и один день спустя он забил свой следующий гол на международной арене, утешительный гол в товарищеском матче против сборной Франции (2:1) на стадионе «Новый стадион Бордо», 100-м матче Сербии как независимого государства.
В отборочном турнире ЧМ-2018 Митрович забил три гола в двух матчах, чтобы Сербия сохранила шансы на выход из своей группы. 9 октября 2016 года он забил дубль в победе над Австрией (3:2), а 12 ноября он сравнял счёт в матче против сборной Уэльса (1:1). Он продолжил эту голевую серию в 2017 году, забив голы сборной Грузии, Уэльсу, и Молдове, опередив товарища по команде Душана Тадича как лучшего бомбардира группы.
В мае 2018 года он был включён в предварительный состав сборной Сербии на чемпионат мира 2018 года в России, а 1 июня попал в окончательный состав из 23 человек. Перед началом турнира Митрович сделал хет-трик в победе над сборной Боливии (5:1). 22 июня он забил первый гол в матче против сборной Швейцарии (1:2). Он также был вовлечён в борьбу за пенальти, когда швейцарские защитники Штефан Лихтштайнер и Фабиан Шер повалили его на землю в штрафной, но судья Феликс Брых отклонил апелляцию. Он сыграл во всех трёх матчах группового этапа.
Позже в том же году 11 октября он забил дубль в победе над соседней Черногорией со счётом 2:0 в Лиге наций УЕФА в первом матче между двумя странами после их разделения в 2006 году. В следующем месяце против той же команды он упустил шанс забить ещё один мяч, но промахнулся с пенальти, выполнив удар Паненки (по совпадению, на том же стадионе, где Антонин Паненка забил победный пенальти для Чехословакии в финале Евро-1976). С июня по ноябрь 2019 года он начал забивать, забив одиннадцать голов в семи матчах. Большинство из них пришлись на отборочную группу Евро-2020, включая голы в ворота Литвы и Люксембурга.
12 ноября 2020 года в плей-офф отборочного турнира Евро-2020 против сборной Шотландии, который закончился вничью 1:1 после дополнительного времени, Митрович реализовал пятый пенальти Сербии и промахнулся, так как серия пенальти закончилась со счётом 5:4 в пользу Шотландии, тем самым лишив свою сборную квалификации на турнир. 27 марта 2021 года он забил первый гол Сербии в ничьей с Португалией (2:2), тем самым превзойдя предыдущий рекорд в 38 голов, принадлежавший Степану Бобеку, и став самым результативным бомбардиром в истории сборной.
14 ноября 2021 года Митрович забил победный мяч на последней минуте матча с Португалией (2:1), отправив Сербию на чемпионат мира 2022 года.

## Достижения

### Командные достижения
«Партизан»
- Чемпион Сербии: 2012/13

«Андерлехт»
- Чемпион Бельгии: 2013/14
- Обладатель Суперкубка Бельгии: 2014

«Ньюкасл Юнайтед»
- Победитель Чемпионшипа: 2016/17

«Фулхэм»
- Победитель Чемпионшипа: 2021/22

«Аль-Хиляль»
- Чемпион Саудовской Аравии: 2023/24
- Обладатель Саудовского Кубка чемпионов: 2023/24
- Обладатель Суперкубка Саудовской Аравии: 2024

### Личные достижения
- Член «команды года» сербской Суперлиги: 2012/13
- Футболист года в Сербии: 2018
- Лучший бомбардир Чемпионшипа (2): 2019/20, 2021/22

## Статистика

### Клубная статистика
| Выступление          | Выступление      | Выступление      | Лига | Лига | Кубок страны | Кубок страны | Еврокубки | Еврокубки | Остальные | Остальные | Итого | Итого |
| Клуб                 | Лига             | Сезон            | Игры | Голы | Игры         | Голы         | Игры      | Голы      | Игры      | Голы      | Игры  | Голы  |
| -------------------- | ---------------- | ---------------- | ---- | ---- | ------------ | ------------ | --------- | --------- | --------- | --------- | ----- | ----- |
| Телеоптик            | Первая лига      | 2011/12          | 25   | 7    | 1            | 0            | 0         | 0         | 0         | 0         | 26    | 7     |
| Телеоптик            | Итого            | Итого            | 25   | 7    | 1            | 0            | 0         | 0         | 0         | 0         | 26    | 7     |
| Партизан             | Суперлига        | 2012/13          | 25   | 10   | 2            | 2            | 7         | 2         | 0         | 0         | 34    | 14    |
| Партизан             | Суперлига        | 2013/14          | 3    | 3    | 0            | 0            | 2         | 0         | 0         | 0         | 5     | 3     |
| Партизан             | Итого            | Итого            | 28   | 13   | 2            | 2            | 9         | 2         | 0         | 0         | 39    | 17    |
| Андерлехт            | Лига Жюпиле      | 2013/14          | 32   | 16   | 1            | 0            | 6         | 0         | 0         | 0         | 39    | 16    |
| Андерлехт            | Лига Жюпиле      | 2014/15          | 37   | 20   | 6            | 4            | 7         | 3         | 1         | 1         | 51    | 28    |
| Андерлехт            | Итого            | Итого            | 69   | 36   | 7            | 4            | 13        | 3         | 1         | 1         | 90    | 44    |
| Ньюкасл Юнайтед      | Премьер-лига     | 2015/16          | 34   | 9    | 1            | 0            | 0         | 0         | 1         | 0         | 36    | 9     |
| Ньюкасл Юнайтед      | Чемпионшип       | 2016/17          | 25   | 4    | 2            | 0            | 0         | 0         | 2         | 2         | 29    | 6     |
| Ньюкасл Юнайтед      | Премьер-лига     | 2017/18          | 6    | 1    | 0            | 0            | 0         | 0         | 1         | 1         | 7     | 2     |
| Ньюкасл Юнайтед      | Итого            | Итого            | 65   | 14   | 3            | 0            | 0         | 0         | 4         | 3         | 72    | 17    |
| Фулхэм               | Чемпионшип       | → 2017/18        | 20   | 12   | 0            | 0            | 0         | 0         | 0         | 0         | 20    | 12    |
| Фулхэм               | Премьер-лига     | 2018/19          | 37   | 11   | 1            | 0            | 0         | 0         | 1         | 0         | 39    | 11    |
| Фулхэм               | Чемпионшип       | 2019/20          | 41   | 26   | 0            | 0            | 0         | 0         | 0         | 0         | 41    | 26    |
| Фулхэм               | Премьер-лига     | 2020/21          | 27   | 3    | 2            | 0            | 0         | 0         | 2         | 1         | 31    | 4     |
| Фулхэм               | Чемпионшип       | 2021/22          | 44   | 43   | 2            | 0            | 0         | 0         | 0         | 0         | 46    | 43    |
| Фулхэм               | Премьер-лига     | 2022/23          | 24   | 14   | 4            | 1            | 0         | 0         | 0         | 0         | 28    | 15    |
| Фулхэм               | Премьер-лига     | 2023/24          | 1    | 0    | 0            | 0            | 0         | 0         | 0         | 0         | 1     | 0     |
| Фулхэм               | Итого            | Итого            | 194  | 109  | 9            | 1            | 0         | 0         | 3         | 1         | 206   | 111   |
| Аль-Хиляль (Эр-Рияд) | Про-лига         | 2023/24          | 17   | 17   | 3            | 3            | 6         | 5         | 0         | 0         | 26    | 25    |
| Аль-Хиляль (Эр-Рияд) | Итого            | Итого            | 17   | 17   | 3            | 3            | 6         | 5         | 0         | 0         | 26    | 25    |
| Всего за карьеру     | Всего за карьеру | Всего за карьеру | 398  | 196  | 25           | 10           | 28        | 10        | 8         | 5         | 459   | 221   |

### Выступления за сборную
| Сборная          | Год              | Отборочные матчи ЧМ | Отборочные матчи ЧМ | Финальные матчи ЧМ | Финальные матчи ЧМ | Отборочные матчи ЧЕ | Отборочные матчи ЧЕ | Лига наций УЕФА | Лига наций УЕФА | Финальные матчи ЧЕ | Финальные матчи ЧЕ | Товарищеские матчи | Товарищеские матчи | Итого | Итого |
| Сборная          | Год              | Игры                | Голы                | Игры               | Голы               | Игры                | Голы                | Игры            | Голы            | Игры               | Голы               | Игры               | Голы               | Игры  | Голы  |
| ---------------- | ---------------- | ------------------- | ------------------- | ------------------ | ------------------ | ------------------- | ------------------- | --------------- | --------------- | ------------------ | ------------------ | ------------------ | ------------------ | ----- | ----- |
| Сербия           | 2013             | 2                   | 1                   | -                  | -                  | -                   | -                   | -               | -               | -                  | -                  | 1                  | 0                  | 3     | 1     |
| Сербия           | 2014             | -                   | -                   | -                  | -                  | 2                   | 0                   | -               | -               | -                  | -                  | 5                  | 0                  | 7     | 0     |
| Сербия           | 2015             | -                   | -                   | -                  | -                  | 5                   | 0                   | -               | -               | -                  | -                  | 3                  | 1                  | 8     | 1     |
| Сербия           | 2016             | 3                   | 3                   | -                  | -                  | -                   | -                   | -               | -               | -                  | -                  | 5                  | 2                  | 8     | 5     |
| Сербия           | 2017             | 6                   | 3                   | -                  | -                  | -                   | -                   | -               | -               | -                  | -                  | 1                  | 1                  | 7     | 4     |
| Сербия           | 2018             | -                   | -                   | 3                  | 1                  | -                   | -                   | 6               | 6               | -                  | -                  | 4                  | 5                  | 13    | 12    |
| Сербия           | 2019             | -                   | -                   | -                  | -                  | 8                   | 10                  | -               | -               | -                  | -                  | 1                  | 1                  | 9     | 11    |
| Сербия           | 2020             | -                   | -                   | -                  | -                  | 2                   | 0                   | 4               | 2               | -                  | -                  | 0                  | 0                  | 6     | 2     |
| Сербия           | 2021             | 8                   | 8                   | -                  | -                  | -                   | -                   | -               | -               | -                  | -                  | 0                  | 0                  | 8     | 8     |
| Сербия           | 2022             | -                   | -                   | 3                  | 2                  | -                   | -                   | 5               | 6               | -                  | -                  | 2                  | 0                  | 10    | 8     |
| Всего за карьеру | Всего за карьеру | 19                  | 15                  | 6                  | 3                  | 17                  | 10                  | 15              | 14              | 0                  | 0                  | 22                 | 10                 | 79    | 52    |

### Матчи за сборную
| №  | Дата             | Оппонент    | Счёт | Голы | Соревнование             |
| -- | ---------------- | ----------- | ---- | ---- | ------------------------ |
| 1  | 7 июня 2013      | Бельгия     | 1:2  | —    | Отборочные матчи ЧМ-2014 |
| 2  | 14 августа 2013  | Колумбия    | 0:1  | —    | Товарищеский матч        |
| 3  | 6 сентября 2013  | Хорватия    | 1:1  | 1    | Отборочные матчи ЧМ-2014 |
| 4  | 26 мая 2014      | Ямайка      | 2:1  | —    | Товарищеский матч        |
| 5  | 31 мая 2014      | Панама      | 1:1  | —    | Товарищеский матч        |
| 6  | 6 июня 2014      | Бразилия    | 0:1  | —    | Товарищеский матч        |
| 7  | 7 сентября 2014  | Франция     | 1:1  | —    | Товарищеский матч        |
| 8  | 11 октября 2014  | Армения     | 1:1  | —    | Отборочные матчи ЧЕ-2016 |
| 9  | 14 ноября 2014   | Дания       | 1:3  | —    | Отборочные матчи ЧЕ-2016 |
| 10 | 18 ноября 2014   | Греция      | 2:0  | —    | Товарищеский матч        |
| 11 | 29 марта 2015    | Португалия  | 1:2  | —    | Отборочные матчи ЧЕ-2016 |
| 12 | 7 июня 2015      | Азербайджан | 4:1  | —    | Товарищеский матч        |
| 13 | 13 июня 2015     | Дания       | 0:2  | —    | Отборочные матчи ЧЕ-2016 |
| 14 | 4 сентября 2015  | Армения     | 2:0  | —    | Отборочные матчи ЧЕ-2016 |
| 15 | 7 сентября 2015  | Франция     | 1:2  | 1    | Товарищеский матч        |
| 16 | 8 октября 2015   | Албания     | 2:0  | —    | Отборочные матчи ЧЕ-2016 |
| 17 | 11 октября 2015  | Португалия  | 1:2  | —    | Отборочные матчи ЧЕ-2016 |
| 18 | 13 ноября 2015   | Чехия       | 1:4  | —    | Товарищеский матч        |
| 19 | 29 марта 2016    | Эстония     | 1:0  | —    | Товарищеский матч        |
| 20 | 25 мая 2016      | Кипр        | 2:1  | 1    | Товарищеский матч        |
| 21 | 31 мая 2016      | Израиль     | 3:1  | —    | Товарищеский матч        |
| 22 | 5 июня 2016      | Россия      | 1:1  | 1    | Товарищеский матч        |
| 23 | 5 сентября 2016  | Ирландия    | 2:2  | —    | Отборочные матчи ЧМ-2018 |
| 24 | 9 октября 2016   | Австрия     | 3:2  | 2    | Отборочные матчи ЧМ-2018 |
| 25 | 12 ноября 2016   | Уэльс       | 1:1  | 1    | Отборочные матчи ЧМ-2018 |
| 26 | 15 ноября 2016   | Украина     | 0:2  | —    | Товарищеский матч        |
| 27 | 24 марта 2017    | Грузия      | 3:1  | 1    | Отборочные матчи ЧМ-2018 |
| 28 | 11 июня 2017     | Уэльс       | 1:1  | 1    | Отборочные матчи ЧМ-2018 |
| 29 | 2 сентября 2017  | Молдова     | 3:0  | 1    | Отборочные матчи ЧМ-2018 |
| 30 | 5 сентября 2017  | Ирландия    | 1:0  | —    | Отборочные матчи ЧМ-2018 |
| 31 | 6 октября 2017   | Австрия     | 2:3  | —    | Отборочные матчи ЧМ-2018 |
| 32 | 9 октября 2017   | Грузия      | 1:0  | —    | Отборочные матчи ЧМ-2018 |
| 33 | 10 ноября 2017   | Китай       | 2:0  | 1    | Товарищеский матч        |
| 34 | 23 марта 2018    | Марокко     | 1:2  | —    | Товарищеский матч        |
| 35 | 27 марта 2018    | Нигерия     | 2:0  | 2    | Товарищеский матч        |
| 36 | 4 июня 2018      | Чили        | 0:1  | —    | Товарищеский матч        |
| 37 | 9 июня 2018      | Боливия     | 5:1  | 3    | Товарищеский матч        |
| 38 | 17 июня 2018     | Коста-Рика  | 1:0  | —    | Финальные матчи ЧМ-2018  |
| 39 | 22 июня 2018     | Швейцария   | 1:2  | 1    | Финальные матчи ЧМ-2018  |
| 40 | 27 июня 2018     | Бразилия    | 0:2  | —    | Финальные матчи ЧМ-2018  |
| 41 | 7 сентября 2018  | Литва       | 1:0  | —    | Лига наций УЕФА          |
| 42 | 10 сентября 2018 | Румыния     | 2:2  | 2    | Лига наций УЕФА          |

Итого: сыграно матчей: 42 / забито голов: 19; победы: 18, ничьи: 9, поражения: 15.

## Личная жизнь
У Митровича двое детей от его партнерши Кристины Янич. Он на протяжении всей жизни болеет за «Партизан» и «Ньюкасл». В феврале 2021 года Митрович пропустил несколько важных матчей из-за положительного теста на COVID-19 и перенесённого вследствие этого карантина.